# Jesus curando a mulher com sangramento

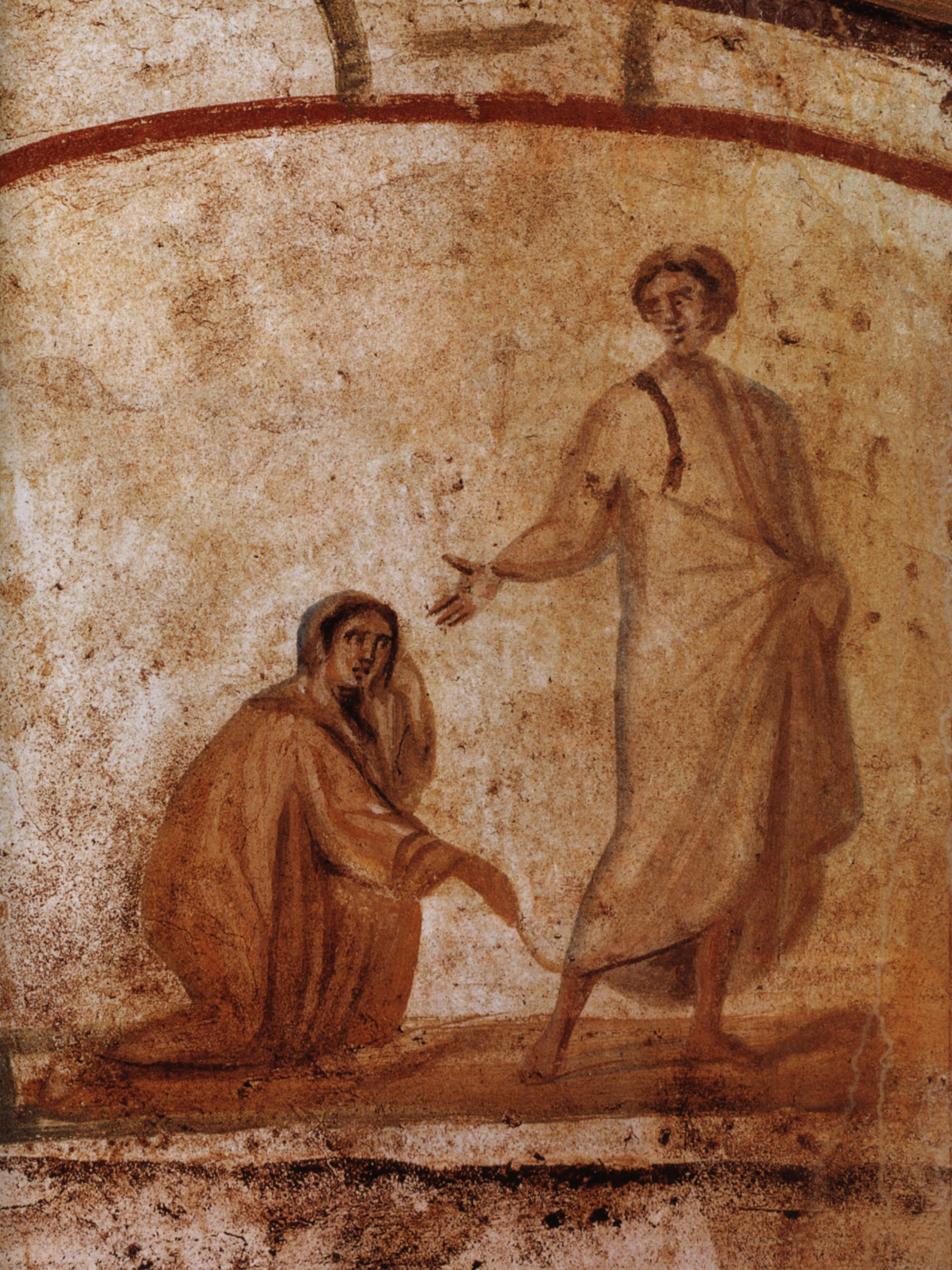
Jesus curando a mulher com sangramento
Afresco na Catacumba de Marcelino e Pedro, em Roma.

Jesus curando a mulher com sangramento (em latim: Haemorrhoissa) é um dos milagres de Jesus, relatado nos evangelhos sinóticos em Marcos 5:25–29, Mateus 9:20–22 e Lucas 8:43–48. O episódio acontece imediatamente após o exorcismo em Gérasa e está intercalado com o milagre da ressurreição da filha de Jairo.

## Narrativa bíblica
Enquanto Jesus estava indo para a casa de Jairo, uma mulher enferma na multidão avançou e tocou no manto de Jesus. Ela sofria de sangramentos constantes já havia doze anos e diversos médicos incapazes de curá-la. Depois de gastar tudo o que tinha, seu estado piorava a cada dia. Quando ela ouviu sobre Jesus, ela o seguiu na multidão e tocou seu manto. Imediatamente seu sangramento foi curado e ela sentiu que seu corpo estava livre da enfermidade.
Imediatamente Jesus percebeu o que havia ocorrido, se voltou e perguntou quem o havia tocado. Seus discípulos estranharam e perguntaram «Vês que a multidão te aperta, e perguntas: Quem me tocou?» (Marcos 5:31). Mesmo assim, Jesus continuou procurando à sua volta para tentar identificar que o havia tocado. Então, a mulher, ciente de sua cura, se aproximou e se lançou aos pés de Jesus, trêmula de medo, e contou-lhe a verdade. Ele então respondeu o seguinte:
| “ | «Filha, a tua fé te curou; vai-te em paz, e fica livre do teu mal.» (Marcos 5:34) | ” |

## Interpretação
Segundo a intenção do narrador neste episódio será a de ensinar que a fé, tal como representada pelo exemplo da mulher, permite ultrapassar situações aparentemente sem esperança permitindo até encontrar a cura para determinadas doenças..

## Interpretação Simbólica
Em uma obra totalmente dedicada à narrativa evangélica da ressurreição da filha de Jairo, o psicanalista Antonio Farjani vê nesse episódio uma alegoria astronômica. A mulher hemorrágica representa a Lua Nova, totalmente "esvaziada" de sua luminosidade: o autor a identifica a Hécate, deusa lunar, sob o epíteto de Enódia, “da beira dos caminhos”, que espera por Jesus (o Sol) no caminho da Casa de Jairo (a Constelação de Leão). Quatorze dias antes do surgimento da Lua Cheia, representada pela filha de Jairo, a Lua Nova é "alcançada" pelo Sol, toca "a orla de seu manto" (seu halo luminoso) e, a partir de então, volta a crescer no céu, curada de seu "sangramento" como Lua Crescente. A filha de Jairo, portanto, simbolizaria a Lua "ressuscitada" pelo poder do deus solar. A Lua Cheia, ao surgir no horizonte em oposição ao Sol poente do solstício de verão - momento largamente festejado no antigo Oriente Médio - representaria em última análise o Hieros gamos ou Matrimônio Sagrado, a união entre o deus e a deusa que fertilizava toda a natureza .

## Evangelhos de Mateus e Lucas
Os relatos em Mateus e Lucas especificam que a mulher tocou-lhe a fímbria (franja) da capa, utilizando uma palavra grega que também aparece em Marcos 6. De acordo com a Enciclopédia Católica, no artigo sobre o tema, os fariseus - predecessores do atual judaísmo rabínico - tinham o hábito de vestir mantos com franjas ou pendões maiores do que o normal (Mateus 23:5, uma referência ao então incipiente çîçîth). Por causa da autoridade que emanava dos fariseus, o povo considerava que a franja dos mantos teria uma qualidade mística especial.